# EXID
EXID este o formație de fete sud-coreeană înființată în 2012, în prezent compus din cinci cântărețe sud-coreene: Solji, LE, Hani, Hyelin și Jeonghwa. Au debutat în februarie 2012, cu single-ul „Whoz That Girl”.
Fostele membre sunt Dami (Hyeyeon), Yuji (U-Ji), Haeryung, transferate într-o altă formație, numită BESTie.

## Discografie
- Street (2016)
- Trouble (2019)